# Monte Palavas
Il monte Palavas (2.929 m s.l.m. - Tête du Pelvas in francese) è una montagna delle Alpi del Monginevro (nelle Alpi Cozie) lungo la linea di confine tra l'Italia e la Francia. Si trova tra il colle della Croce ed il colle dell'Urina.

## Salita alla vetta

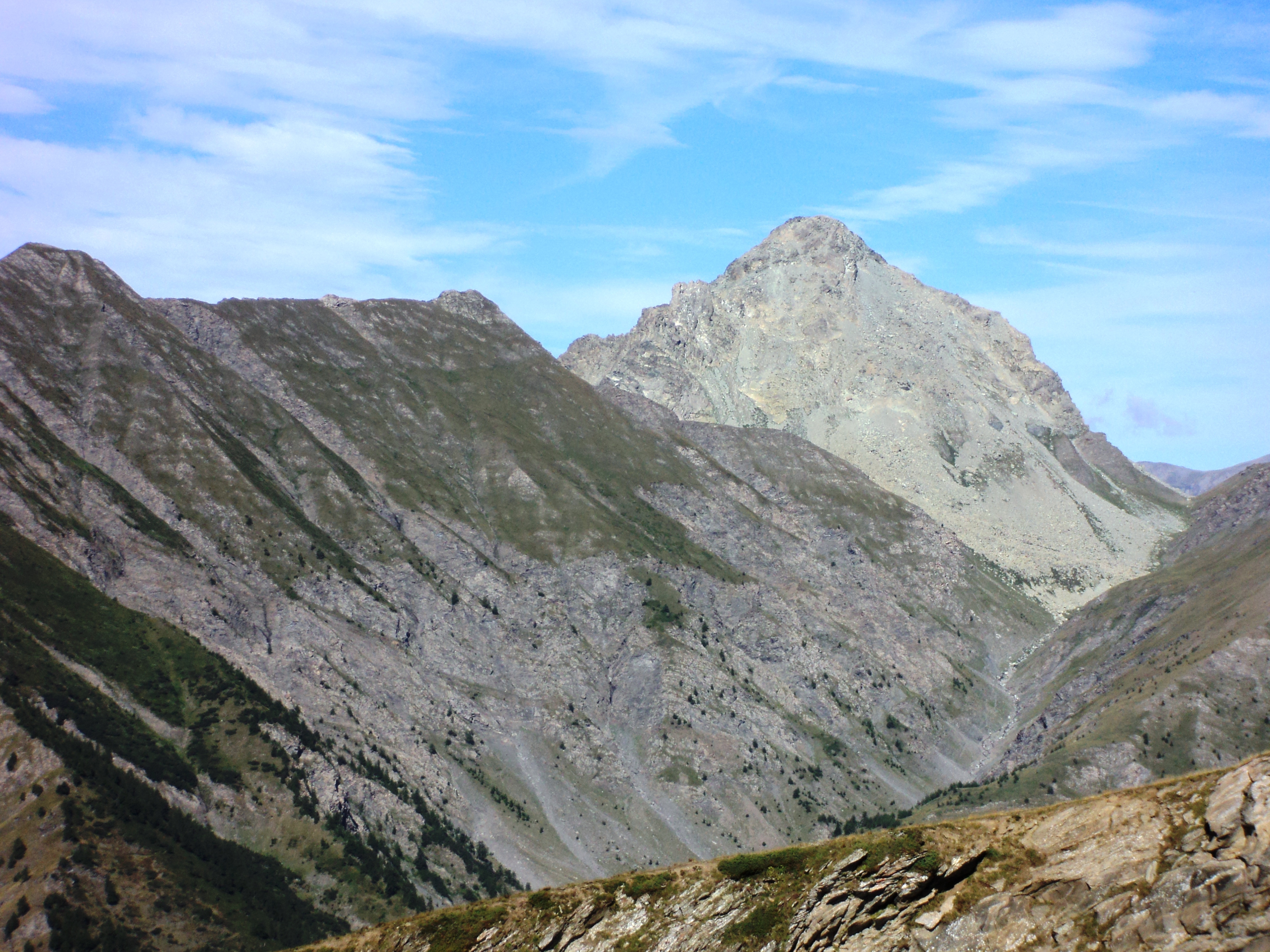
Il monte visto dal colle Barant. A destra si nota il colle dell'Urina.

È possibile salire sulla vetta partendo dal rifugio Willy Jervis e passando dal colle dell'Urina. Dal colle si tratta di salire il ripido versante nord costituito soprattutto da grandi blocchi di pietre rotte.